# Rond-point de l'Europe (La Garenne-Colombes)
Pour les articles homonymes, voir Rond-point de l'Europe.
Le rond-point de l'Europe, également nommé place de l'Europe, est un carrefour situé à La Garenne-Colombes (Hauts-de-Seine) à une centaine de mètres de Bois-Colombes, sur le côté Est de ce qui était la Garenne de Colombes ; certaines voies donnant sur ce carrefour sont situées sur le territoire de Courbevoie. Jusqu'aux années 1970, l'endroit était appelé l’embranchement de Colombes ou, par abréviation, embranchement mais aussi, localement, Carrefour Berliet.
Une fontaine magistrale non accessible aux piétons, entourée d'un sol pavé reprenant la forme d'une étoile à huit branches puis bordée de gazon, occupe son centre.

## Voies principales

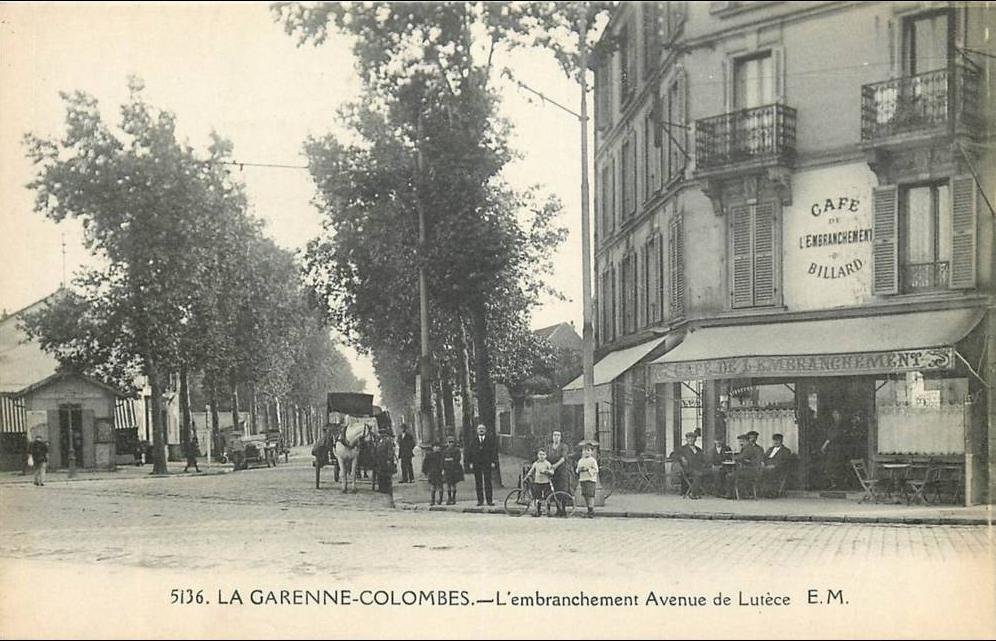
Carrefour de l'embranchement à La Garenne-Colombes, avenue de Lutèce

Le rond-point de l'Europe se situe à la croisée de trois routes départementales des Hauts-de-Seine, à La Garenne-Colombes :
- D 11 : rue Raymond-Ridel à La Garenne-Colombes d'un côté, avenue de l'Europe (Chemin Royal jusqu'en 1898, puis rue Faidherbe jusqu'en 2002[1]) à La Garenne-Colombes et Courbevoie de l'autre (ancienne Route nationale 309A);
- D 106 : avenue du Général-de-Gaulle à La Garenne-Colombes (ancienne avenue de Lutèce[2]) d'un côté, rue de Colombes à La Garenne-Colombes et Courbevoie de l'autre, en direction de l'hôtel de ville de Courbevoie ;
- D 908, ancienne route nationale 308 : boulevard de la République à La Garenne-Colombes d'un côté, en direction de l'hôtel de ville de La Garenne-Colombes puis de la place de Belgique, boulevard de Verdun à Courbevoie de l'autre, en direction de l'île de la Jatte.

## Transports en commun
Au rond-point de l'Europe se croisent les lignes de bus suivantes : cinq lignes du réseau de bus RATP (163, 164, 175, 178 et 278) et la ligne N52 du Noctilien à proximité. La ligne de bus 167 du réseau RATP passe également à proximité du rond-point.
À 900 mètres du rond-point, dans des directions différentes, sont situées trois stations de la Ligne L du Transilien : gare des Vallées, gare de Bécon-les-Bruyères et gare de Courbevoie.

## Historique

### Les tramways en 1921

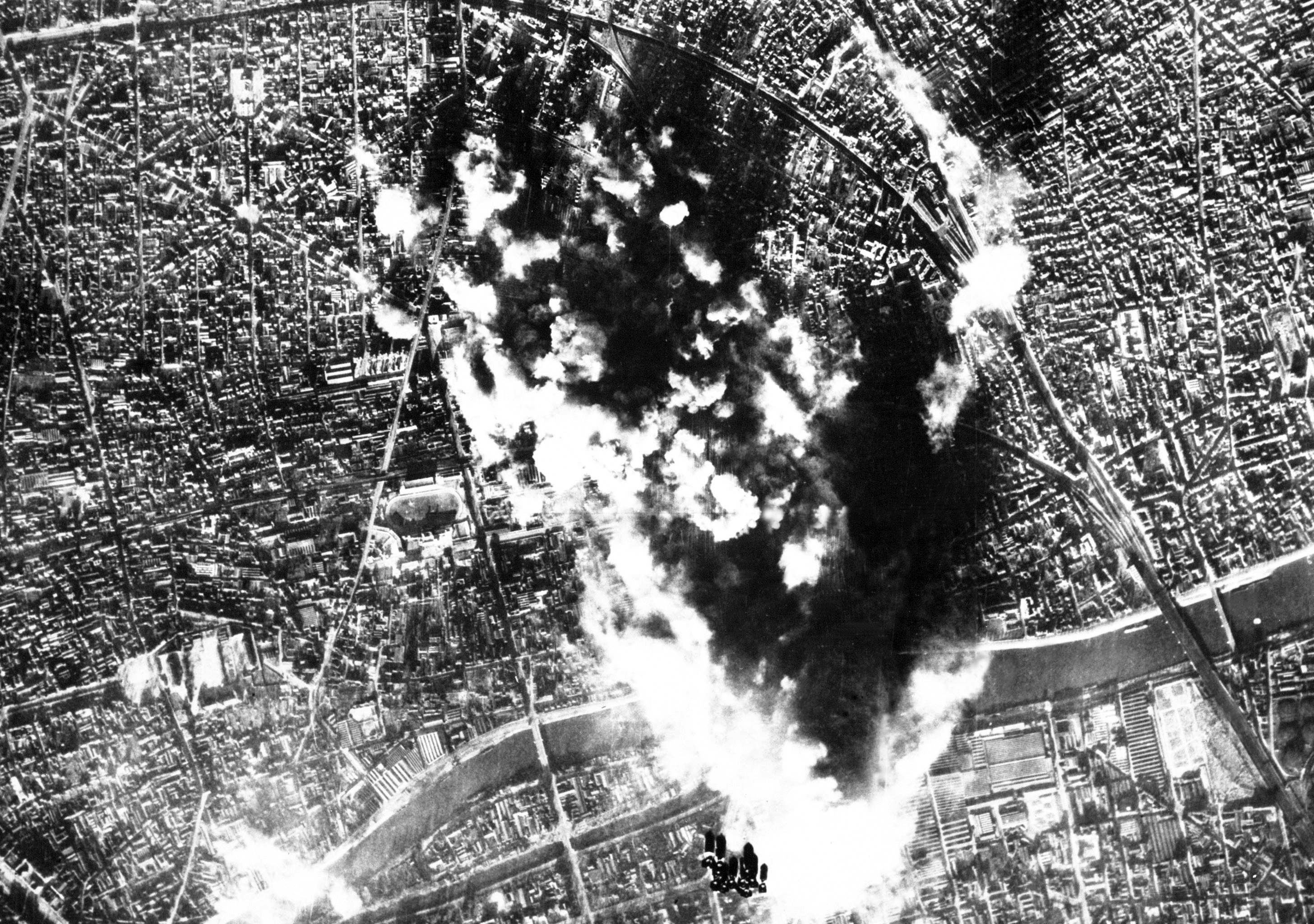
Photo prise le 31 décembre 1943 : bombardement du secteur de l’Embranchement de Colombes visant les usines Hispano-Suiza.

Trois lignes de tramway de la Société des transports en commun de la région parisienne passaient en 1921 par l’Embranchement de Colombes. Deux partent de la porte de Champerret : la ligne 63, joignant la porte de Champerret à Bezons, et la ligne 64, joignant la porte de Champerret à Argenteuil.
Une troisième ligne de tramway, la ligne 62, passait par l’Embranchement de Colombes, joignant la Porte Maillot à Maisons-Laffitte.
Le rond-point de l'Europe était alors connu sous le nom de bifurcation à La Garenne, comme cela est indiqué sur les documents de la Société des transports en commun de la région parisienne de 1921. Plus tard, il sera appelé embranchement de Colombes ou, plus simplement, embranchement.

### En 2013
Depuis 2005, l'« espace insertion », structure qui propose aux bénéficiaires des minima sociaux, un parcours d'insertion personnalisé pour un retour rapide et durable vers l'emploi, est situé sur le rond-point.
En 2013, le carrefour est principalement bordé de commerces de proximité situés au pied d'immeubles d'habitations et de bureaux, dont un important immeuble totalisant 7 000 m2 SHON environ en R+6 avec un niveau de commerces en rez-de-chaussée construit en 2000.
Le centre d'affaires Energy, qui était le siège social du groupe Hachette dans les années 1990, donne directement sur le rond-point. Depuis les années 2010, il est principalement occupé par Véolia Environnement.

## À proximité

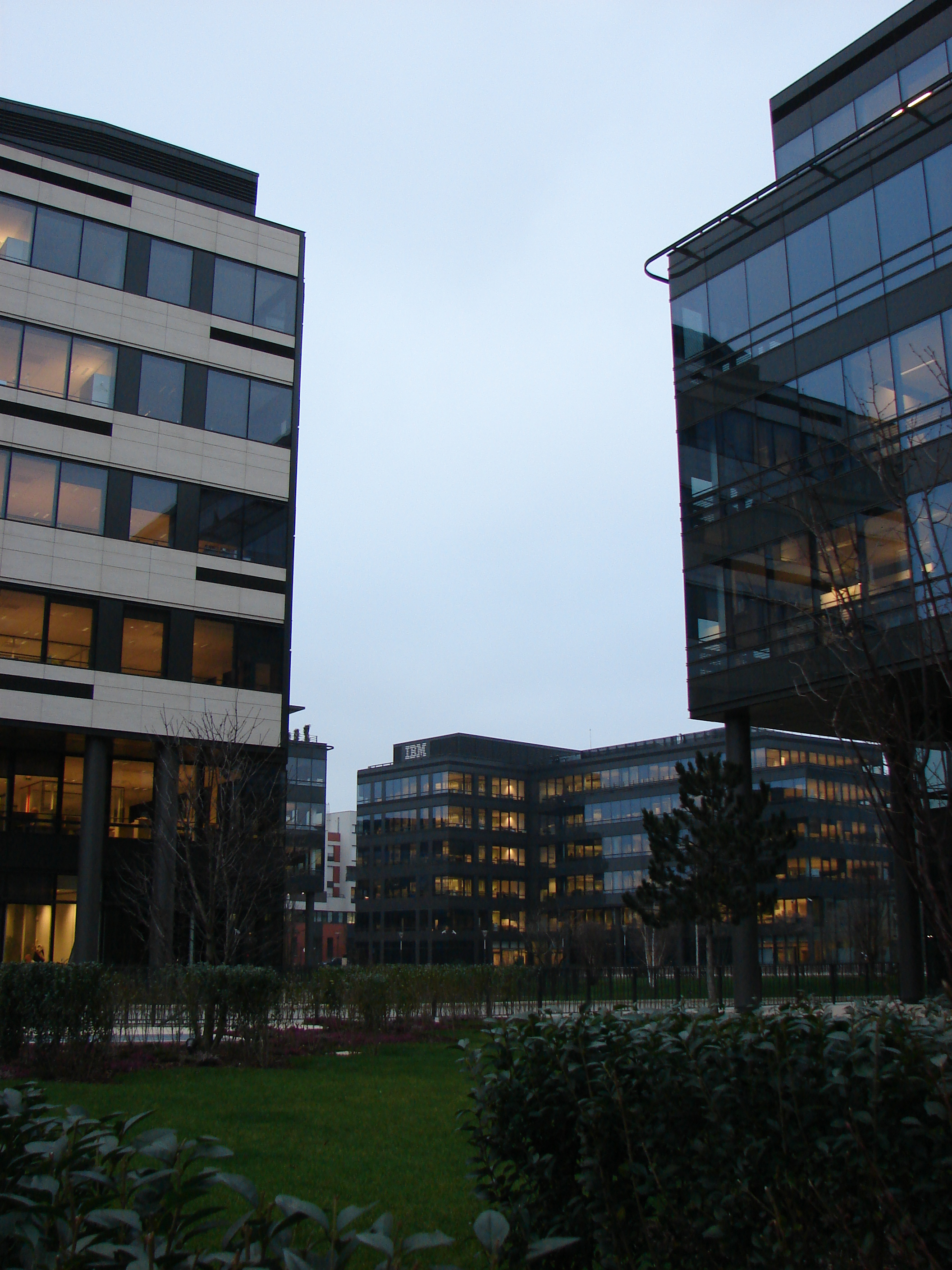
Jardins de l'ensemble de bureaux Europe Avenue à Bois-Colombes, à proximité du rond-point de l'Europe, où se trouvent les sièges d'IBM France, GRTgaz, Storengy, etc.

L'extrémité ouest des quartiers de Bécon et des Bruyères se rencontrent au rond-point de l'Europe.

### Entreprises
Plusieurs sièges d'entreprises se sont installés à proximité du rond-point dans les années 2000-2010, sur le territoire de Bois-Colombes : Abeille Assurances, Colgate-Palmolive, Elengy, GRTgaz, Storengy (trois filiales de la branche Infrastructures du groupe Engie) et IBM .
L'Institut national de la propriété industrielle se situe également à proximité, à Courbevoie.
Deux concessions automobiles se trouvent aussi à proximité du rond-point : Volvo et Mini (BMW).

### Loisirs
Différents loisirs sont regroupés près du rond-point, comprenant principalement une salle de Laser game, un complexe de foot en salle et une salle d'escalade.

### Santé
Un centre de santé, médical et dentaire, est situé au rond-point depuis octobre 2012.